# Huta Pieniacka
Huta Pieniacka (en ukrainien : Гута-Пеняцька, Huta Penyats'ka) fut un village polonais de 1 000 habitants (recensement de 1944) en Galicie (Ukraine), dans le secteur de Ternopil. Avant la guerre il faisait partie de la voïvodie de Tarnopol, alors une partie de la Pologne.

## Massacre de Huta Pienacka
Le 28 février 1944, les habitants de Huta Pieniacka furent massacrés et le village détruit par les Einsatzgruppen SS allemands.
La responsabilité de la division Galicie dans le massacre des 1 000 habitants du village polonais de Huta Pieniacka, le 28 février 1944, fait l'objet de débats. Ce fait est contesté par des sources ukrainiennes,. La commission d'enquête canadienne sur les crimes de guerre, déjà citée, affirme dans son rapport final, en 1986, que les accusations de crimes de guerre commis par la 14e division SS n'avaient jamais été prouvées.
L'Institut polonais de la mémoire estime quant à lui, via une analyse publiée le 18 novembre 2003, que ce sont bien des hommes du 4e régiment de la division Galicie qui ont commis le massacre, et ce sur la base de documents exhumés en 1999, soit après l'enquête canadienne.
La controverse à ce propos est toujours en cours.

## Souvenir
Le 28 février 1989, un premier monument commémoratif a été érigé en souvenir des victimes du massacre. Le monument actuel a été inauguré en 2005.

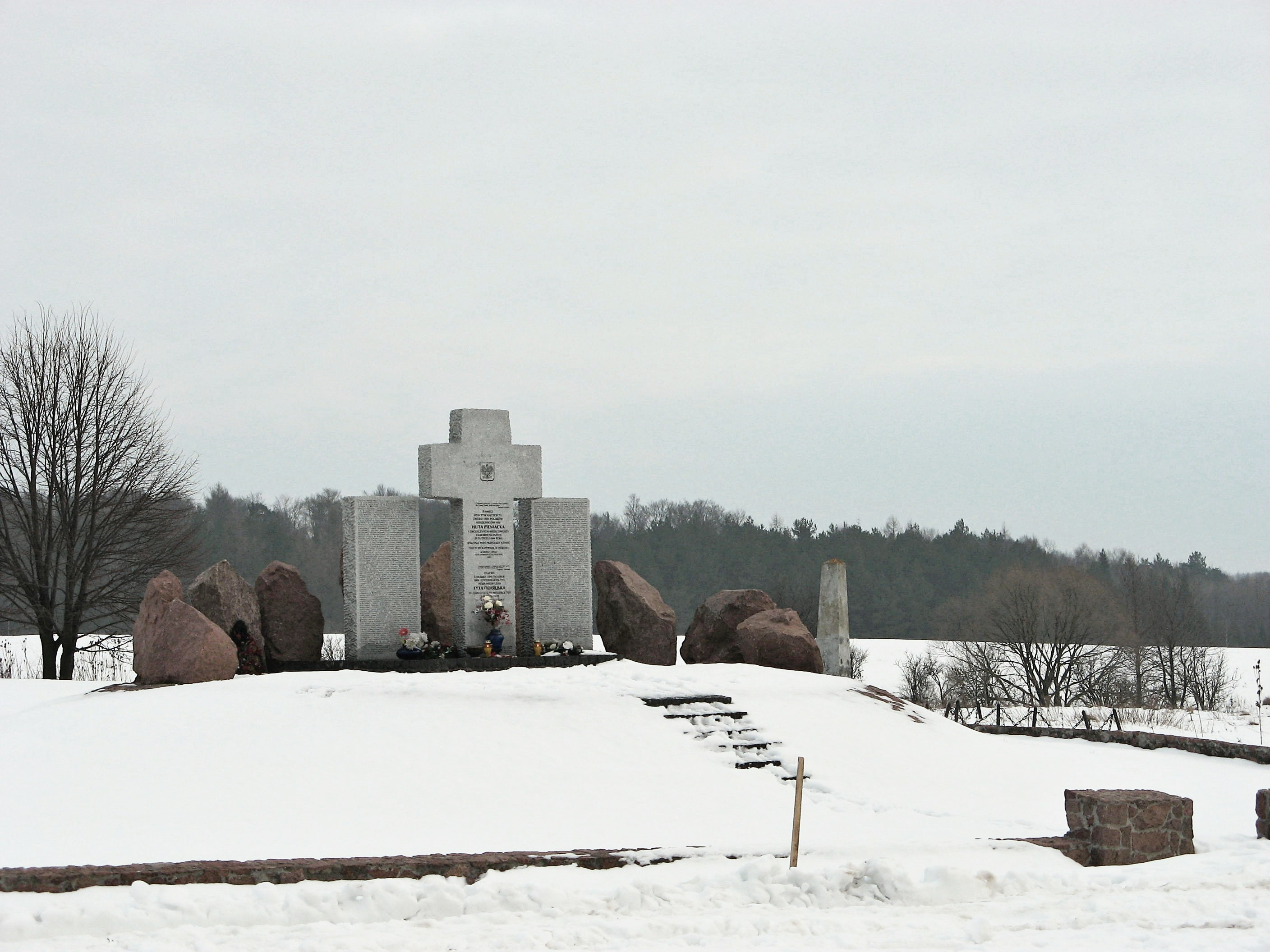
Mémorial du massacre de Huta Pieniacka
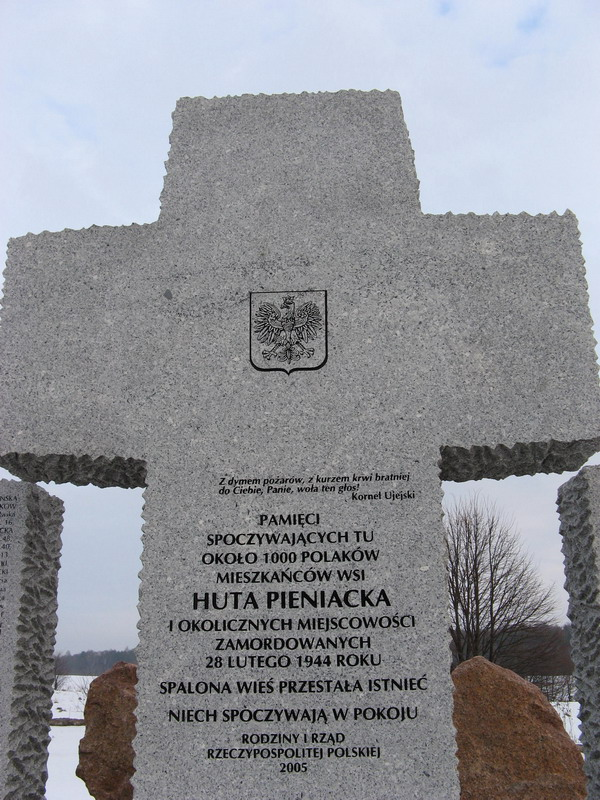
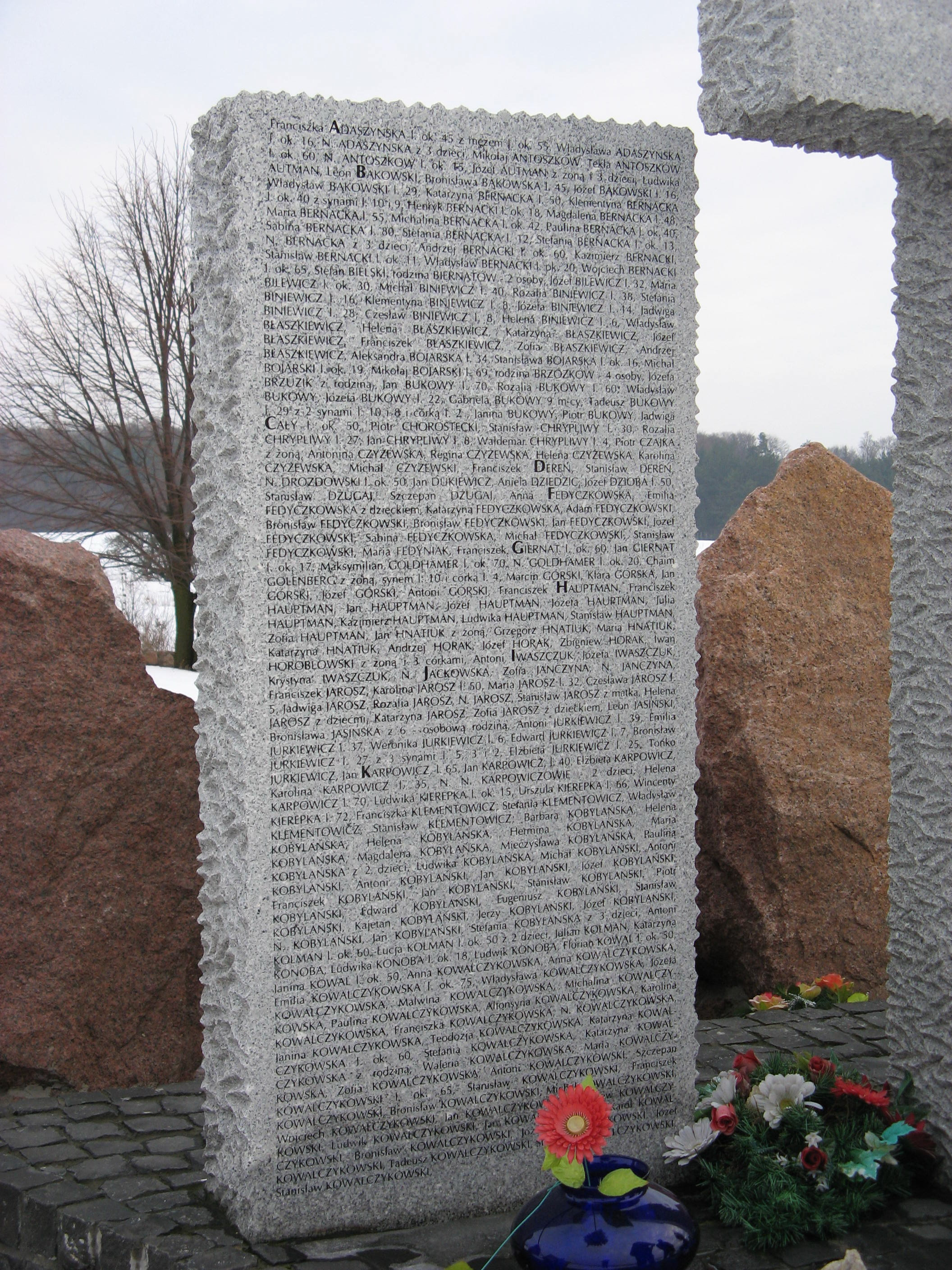
Stèle avec le nom des victimes